# 핫토리료쿠치 야외음악당

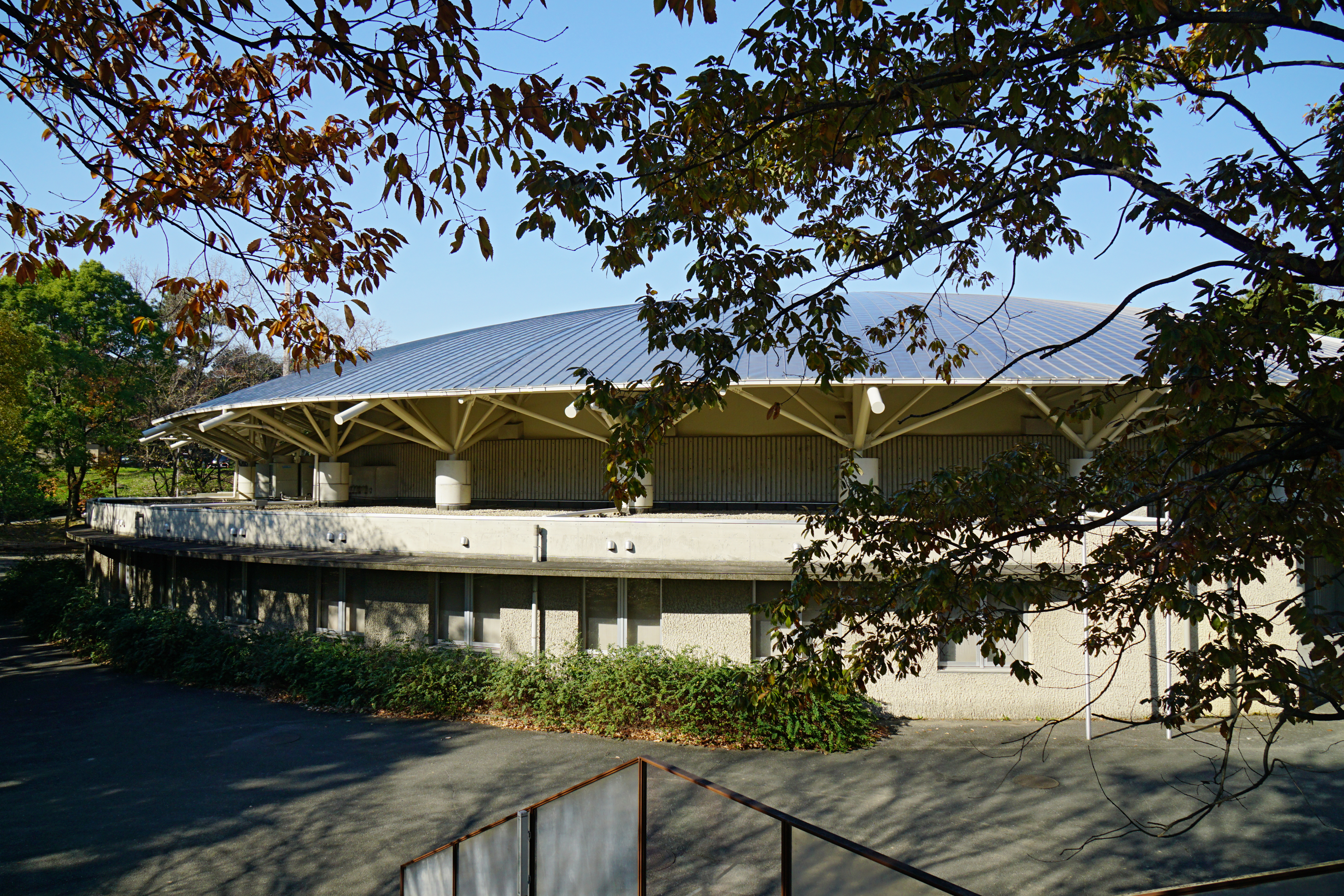
핫토리료쿠치 야외음악당

핫토리료쿠치 야외음악당(일본어: 服部緑地野外音楽堂 핫토리료쿠치야가이온가쿠도[*])는 일본 오사카부 도요나카시 핫토리료쿠치에 위치한 야외 콘서트홀이다. 1991년 7 월에 완공되었으며, 좌석수는 최대 2700명이다. 매년 여름에는 오사카 센츄리 교향악단의 밤하늘 패밀리 콘서트가 개최된다. 1995년에는 볼륨 제어 시스템을 도입하여, 음악당 주변 방음 대책을 취하고 있다. 객석은 사발 모양으로 콘크리트 땅에 수지 의자로 고정 및 설치되어 있다.